# West Caldwell
West Caldwell est un township situé dans l’État américain du New Jersey.